# Giuseppe Pinto
Giuseppe Pinto (Noci, cidade metropolitana de Bari, Itália, 26 de maio de 1952) é um prelado italiano, arcebispo católico romano e diplomata da Santa Sé. Trabalhou até 2019 como Núncio Apostólico no Chile e na Croácia.
Giuseppe Pinto foi ordenado sacerdote em 1º de abril de 1978 e ingressou no serviço diplomático da Santa Sé em maio de 1984. Trabalhou nas Nunciaturas de Papua Nova Guiné e Argentina, mais tarde na Seção de Relações Estatais da Secretaria de Estado do Vaticano.
Em 4 de dezembro de 2001, o Papa João Paulo II o nomeou arcebispo titular pro hac vice de Pandosia e núncio apostólico no Senegal e delegado apostólico na Mauritânia. O Papa o consagrou pessoalmente como bispo em 6 de janeiro do ano seguinte; Os co-consagrantes foram Robert Sarah, Secretário da Congregação para a Evangelização dos Povos, e Leonardo Sandri, Substituto do Secretário de Estado.
Em 5 de fevereiro de 2002 foi também nomeado Núncio Apostólico em Cabo Verde e Mali. Em 5 de março de 2002, foi também nomeado Núncio Apostólico na Guiné-Bissau. Papa Bento XVI nomeou-o em 6 de dezembro de 2007 Núncio Apostólico no Chile. Em 10 de maio de 2011 foi nomeado Núncio Apostólico nas Filipinas.
Em 1º de julho de 2017, o Papa Francisco o nomeou Núncio Apostólico na Croácia. Em 16 de abril de 2019, ele renunciou ao cargo de núncio na Croácia.
Em 31 de julho de 2020, Francisco aceitou sua renúncia às funções de núncio apostólico e, assim, se aposentou.